# 釣りバカ日誌15 ハマちゃんに明日はない!?
『釣りバカ日誌15 ハマちゃんに明日はない!?』（つりバカにっしじゅうご ハマちゃんにあすはない）は、2004年8月21日公開の日本映画。映画釣りバカ日誌シリーズ第17作（レギュラーシリーズ第15作）。ロケ地は秋田県。
なお、サブタイトルは映画『俺たちに明日はない』のパロディとなっている。

## あらすじ
なかなか脱しきれない先行き不透明な景気低迷の世の中。スーさんが社長を務める鈴木建設でも時代の波には逆らいきれず、遂に人事制度改革に着手する事に。役員会の席で経営コンサルタント会社の担当者の説明を聞きながら役員たちは喜び勇んでこの改革を取り入れようと構えているが、スーさんだけは早急な改革が安易なリストラに繋がらないだろうかと一抹の不安を拭いきれない。そんなスーさんの心配をよそに、釣りだけが生き甲斐のダメ社員・伝助は着任したばかりの新任課長・舟木を上手く言いくるめリフレッシュ休暇を取得したのち、秋田県へ釣り旅行に出かける。男鹿半島でマダイ釣りを楽しんでいた伝助は、地元の水産試験場研究員である青年・哲夫と知り合い、やがて意気投合。哲夫の家に招かれる事になるが、その途中に伝助が新幹線の中で知り合った女性・薫とバッタリ会う。哲夫にとって薫は中学時代の同級生で初恋の相手だった。やがて薫を交え哲夫の家で和やかな酒宴を楽しむのだが、そんな中で薫は伝助が鈴木建設の社員である事に驚く。薫こそ鈴木建設の人事改革を推し進める経営コンサルタント会社の担当者の1人であった。
やがて東京に帰った伝助と薫であったが、薫はこれまでに自分がやってきた仕事が多くの人間をリストラしてきたことに対する罪悪感と矛盾に苛まれた挙句、遂に鈴木建設の役員会の場で「今回の提案は鈴木建設には適していない」と発言。責任を取って辞職し、秋田の実家へ帰る事に。哲夫は既に他の女性と婚約が成立していたが、どうしても薫の事が諦めきれず、一方的に婚約を破棄したのであった。それを知った薫は哲夫との結婚を決意する。
2人の仲人を伝助・みち子夫妻が引き受ける事になり、伝助は結納の日に会社を休んで秋田に行きたいが、もう既にその年の有給休暇を全て使い切ってしまっていた。情けを重んじた釣り友達であるスーさんはちょうどその日に秋田の水族館での落成式があり、公私混同ながらもスーさんのお供という名目で伝助を出張に同行させ秋田に行ける事に。だが、仕事・結納そっちのけでまたしても釣りを楽しんでしまう伝助であった。

## キャスト
浜崎家
- 浜崎伝助（鈴木建設営業三課） - 西田敏行
- 浜崎みち子（妻） - 浅田美代子
- 浜崎鯉太郎（息子） - 持丸加賀

鈴木家
- 鈴木一之助（鈴木建設代表取締役社長） - 三國連太郎
- 鈴木久江（妻） - 奈良岡朋子

メインゲスト
- 早川薫（オメガコンサルティング〈経営コンサルタント〉） - 江角マキコ
- 福本哲夫（秋田県水産振興センター資源増殖部研究員・薫の同級生） - 筧利夫

鈴木建設
- 秋山（専務） - 加藤武
- 堀田（常務） - 鶴田忍
- 原口（人事担当取締役） - 小野武彦
- 草森（秘書課長） - 中村梅雀
- 佐々木和男（営業本部次長） - 谷啓
- 舟木範夫（営業三課課長） - 益岡徹
- 海老名（営業三課） - 濱口優
- いずみ（営業三課） - 鈴木美恵子
- 鯛子（営業三課） - さとう珠緒
- 前原（運転手） - 笹野高史

その他
- 太田八郎（ハマちゃんの隣人） - 中本賢
- 福本信子（哲夫の母） - 吉行和子
- 早川春江（薫の祖母） - 浅利香津代
- 合田（オメガコンサルティング〈経営コンサルタント〉） - 小木茂光
- 中島（薫の同級生） - バリトン伊藤
- 薫の同級生 - シャバ駄馬男
- 児玉謙次
- 井上ユカリ
- 内山裕子
- 今井あずさ
- 日高奈留美
- 太田貢
- 鈴木美子
- 磯野貴理子
- 佐竹敬久（当時秋田市市長）

## スタッフ
- 原作 - やまさき十三（作）、北見けんいち（画）（小学館「ビッグコミックオリジナル」連載）
- 脚本 - 山田洋次、朝間義隆
- 監督 - 朝原雄三
- プロデューサー - 深澤宏、瀬島光雄
- プロデューサー補 - 浅見敬
- 撮影 - 近森眞史
- 美術 - 須江大輔
- 編集 - 石島一秀
- 音楽 - 信田かずお
- 照明 - 土山正人
- 録音 - 鈴木肇
- 助監督 - 石川勝己

## ロケ地
- 仙北郡（ロケ当時、現・仙北市）
  - 角館町 - 武家屋敷通り
  - 田沢湖町（ロケ当時、現・仙北市） - 田沢湖
  - 西木村
- 秋田市 - 秋田駅、千秋公園、竿燈まつり
- 男鹿市 - 大黒島、男鹿水族館

## 地上波放送履歴
| 回数 | テレビ局 | 番組名         | 放送日        |
| ---- | -------- | -------------- | ------------- |
| 初回 | TBS      | 月曜ゴールデン | 2007年1月15日 |